# Кажи ми, Кармен...
„Кажи ми, Кармен...“ е български телевизионен филм (социално-психологическа драма) от 1979 година по сценарий и режисура на Недялко Йорданов. Оператор е Николай Лазаров, а музиката е на композитора Найден Андреев. Художник – Димитър Енев.

## Актьорски състав
- Сава Пиперов – партизанинът
- Мария Статулова – Лена, капризна и мечтателна девойка, дъщеря на фабриканта Хаджипетков
- Ивана Джеджева – Мара, оперената слугиня на Хаджипетков
- Полина Доростолска
- Валентин Колев
- Стойчо Попов
- Тодор Тодоров
- Александър Лилов
- Тодор Щонов
- Хенриета Владимирова
- Васил Василев
- Марин Неделчев
- Антоанета Кръстникова
- Лиляна Ковачева
- Кръстьо Дойнов
- Стефан Чолаков
- Елена Костова
- Славейко Василев
- Илко Желязков
- Николай Кандов
- Александър Диков
- Николай Лилянов
- Дончо Пашов
- Емил Марков